# 松田吉三郎

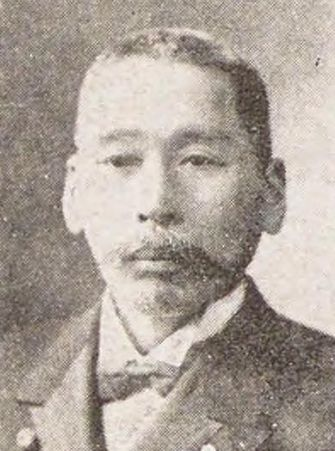
松田吉三郎

松田 吉三郎（まつだ きちさぶろう、安政5年10月21日（1858年11月26日） - 昭和18年（1943年）6月30日）は、日本の衆議院議員（自由党→憲政党→立憲政友会）。

## 経歴
加賀国石川郡村井村（現在の石川県白山市）出身。松田太郎兵衛の長男として生まれる。津田純一に法律学を、沼田悟郎に経済学を学んだ。1877年（明治10年）、戸長となり、1884年（明治17年）には石川県会議員に選ばれた。
1890年（明治23年）、第1回衆議院議員総選挙に出馬し、当選。第11回まで9期務めた。第2回衆議院議員総選挙における選挙干渉の際には30余箇所の重軽傷を負った。
その他、石川機業会社・北陸鉄道会社の創設に関わり、1889年（明治22年）から1892年（明治25年）まで北陸自由新聞社の経営にあたった。また加能合同銀行取締役を務めた。